# Daman e Diu
Daman e Diu (gujarati: દમણ અને દિવ, marathi: दमण आणि दीव, portoghese: Damão e Diu) è stato un Territorio (Union Territory) dell'India occidentale.
È un'ex colonia portoghese che, dopo più di 400 anni e in maniera definitiva solo nel 1961, è entrata a pieno titolo nell'Unione Indiana, per altro senza il riconoscimento ufficiale del Portogallo fino al 1974. Fino al 1987 Daman e Diu hanno formato un'unica unione territoriale insieme a Goa, altra ex colonia portoghese, che poi si è staccata diventando uno stato dell'Unione.
Nel 2020 si è fuso con il territorio di Dadra e Nagar Haveli per formare il nuovo territorio di Dadra e Nagar Haveli e Daman e Diu.

## Geografia fisica
L'unione territoriale consiste di due distinti territori, entrambi enclavi all'interno dello stato del Gujarat, cui corrispondono altrettanti distretti: il distretto di Daman (72 km², capoluogo Daman) sul mare Arabico, a poca distanza dal confine col Maharashtra e vicino al territorio di Dadra e Nagar Haveli, e il distretto di Diu (40 km², capoluogo Diu), sempre sul mare Arabico, a 200 km ad ovest, separata dal braccio di mare del golfo di Cambay.
Si calcola che un 10% della popolazione di Daman parli ancora il portoghese che è comunque destinato a soccombere come è già in pratica avvenuto a Diu.